# ادامزوسی
ادامزوسی (به لاتین: Adamczowice) در لهستان است که در Gmina Klimontów واقع شده‌است.

## خصوصیات
ادامزوسی ۲۵۰ نفر جمعیت دارد.